# Monte Egmont
O Monte Egmont, ou Taranaki, é um vulcão ativo na Ilha Norte, Nova Zelândia. Tem altitude de 2518 m, o que o torna o segundo ponto mais alto da ilha Norte.
O monte foi usado como cenário no filme O Último Samurai.
As ladeiras são de origem vulcânica. O vulcão terá começado a atividade há 135000 anos, entrando em erupção pela primeira vez há cerca de 70000 anos. Desde então o Egmont/Taranaki entra em atividade periodicamente. A erupção mais poderosa foi em 1500 e a sua última atividade forte em 1665, seguida de outra mais fraca em 1775, porém a sua última atividade foi por volta de 1860, permanecendo desde então adormecido.